# Alfred Magis
Alfred Magis, né à Liège le 7 février 1840 mort à Liège le 3 décembre 1921 , est un homme politique belge de tendance libérale et un militant wallon

## Biographie
Élu conseiller communal de Liège, il deviendra échevin de l’instruction publique de 1873 à 1884. En 1882 siège à la Chambre jusqu'en 1893, puis au Sénat à partir de cette année. 
Libéral manchestérien, adversaire des interventions étatiques, il s’oppose aux premières lois sociales et demeure partisan de la neutralité de l'enseignement. Il s'oppose au suffrage universel également. Il s'opposera aussi aux revendications flamandes lors des débats sur l'introduction du néerlandais dans l'enseignement moyen. René Pouret lui accordera pour cette raison la paternité du Mouvement wallon. 
Il perd son mandat de sénateur en 1900, mais le récupère peu après la démission de Georges Montefiore et il est à nouveau actif dans les débats sur les lois linguistiques. Il siégera jusqu'en novembre 1920 au Sénat, année où il démissionne au bénéfice de Joseph-Maurice Remouchamps, autre militant wallon important.

## Hommage
Une rue a été adressée en sa mémoire. La rue Alfred Magis se trouve bien entendu à Liège, dans le quartier du Longdoz. Il s'agit d'une des 4 rues adjacentes au collège Saint-Louis.

## Littérature
- Paul Van Molle, Le Parlement belge, 1894-1972, Anvers, 1972
- Jean-Luc De Paepe et Christiane Raindorf-Gerard, Le Parlement belge, 1831-1894,Bruxelles, 1996.
- Encyclopédie du Mouvement wallon, Institut Jules Destrée, Charleroi, 2000